# 鳥鼠山
鳥鼠山，又名鳥鼠同穴山、青雀山，位於甘肅省渭源縣城西南18公里，海拔3495米，東西長3公里，南北寬2公里，是黄河水系渭河上游北源和洮河支流東峪溝的分水嶺。
鳥鼠山是中國文獻記載最早的名山之一，《山海經》已寫道：“鳥鼠同穴之山，渭水出焉。”郭璞注说，鸟鼠山因鸟鼠“同穴止宿”而得名。鳥鼠山位在隴西黃土嶺谷區，位處高原，黃沙滾滾，因缺乏大樹築巢，鳥只得用鼠穴營巢下蛋，而鼠以鳥為它們報警，謹防老鷹侵犯。鼠在穴內，鳥在穴外，各自生育，不相侵害。
《尚書》還有一則有趣記載：“禹貢導渭自鳥鼠同穴。鼠之山有鳥焉，與鼠飛行而處之，又有止而同穴之山焉，是二山也。鳥名為蜍，似鵝而黃黑色。鼠如家鼠而短尾，穿地而共處。”

## 外部連結
[在维基数据编辑]
 《欽定古今圖書集成·方輿彙編·山川典·鳥鼠山部》，出自陈梦雷《古今圖書集成》